# Japan Cup 2017
Der 25. Japan Cup 2017 war ein japanisches Straßenradrennen. Das Eintagesrennen fand am Sonntag, den 22. Oktober 2017, statt. Dieses Radrennen startete und endete in Utsunomiya mit einer Länge von 144,2 km. Zudem gehörte das Radrennen zur UCI Asia Tour 2017 und war dort in der Kategorie 1.HC eingestuft.
Sieger wurde der Italiener Marco Canola von Nippo-Vini Fantini im Fünfersprint vor Benjamin Prades vom Team Ukyo. Mit 34 Sekunden Rückstand folgte die nächste größere Gruppe. Canola gewann tags zuvor auch das 38,2 km lange Kriterium des Japan Cups.

## Strecke
Um Utsunomiya musste ein Rundkurs bewältigen von 14 Runden à 10,3 Kilometer. Auf jeder Runde befuhr man den Mount Kogashi, einem zwei Kilometer langen Anstieg, zu Anfang jeder Runde. Anschließend folgte eine Abfahrt. Zum Schluss waren die letzten beiden Kilometer ansteigend.

## Rennergebnis
| #      | Fahrer           | Team                | Zeit       |
| ------ | ---------------- | ------------------- | ---------- |
| Sieger | Marco Canola     | Nippo-Vini Fantini  | 2h 45' 37" |
| 2.     | Benjamin Prades  | Team Ukyo           | gl. Zeit   |
| 3.     | Takeaki Amezawa  | Utsunomiya Blitzen  | gl. Zeit   |
| 4.     | Antwan Tolhoek   | Team Lotto NL-Jumbo | gl. Zeit   |
| 5.     | Thomas Lebas     | Kinan Cycling Team  | gl. Zeit   |
| 6.     | Jasper Stuyven   | Trek-Segafredo      | +0' 34"    |
| 7.     | Benjamin Hill    | Attaque Team Gusto  | gl. Zeit   |
| 8.     | Enrico Battaglin | Team Lotto NL-Jumbo | gl. Zeit   |
| 9.     | Danilo Wyss      | BMC Racing Team     | gl. Zeit   |
| 10.    | Yūsuke Hatanaka  | Team Ukyo           | gl. Zeit   |